# بروك لانجتون
بروك لانجتون (بالإنجليزية: Brooke Langton)‏ هي عارضة وممثلة أمريكية، ولدت في 27 نوفمبر 1970 بأريزونا في الولايات المتحدة. بدأت مشوارها المهني سنة 1992.

## أعمال

### مسلسلات
- الشبكة
- بيفرلي هيلز 90210
- ملروس بليس
- ويدز

## وصلات خارجية
- بروك لانجتون على موقع IMDb (الإنجليزية)
- بروك لانجتون على موقع ألو سيني (الفرنسية)
- بروك لانجتون على موقع ميوزك برينز (الإنجليزية)
- بروك لانجتون على موقع أول موفي (الإنجليزية)
- بروك لانجتون على موقع قاعدة بيانات الأفلام السويدية (السويدية)
- بروك لانجتون على موقع إن إن دي بي (الإنجليزية)
- بروك لانجتون على موقع قاعدة بيانات الفيلم (الإنجليزية)
- بروك لانجتون على موقع كينوبويسك (الروسية)